# Castelluccio Cosentino
Castelluccio Cosentino è una frazione del comune di Sicignano degli Alburni, in provincia di Salerno, nei pressi del Parco nazionale del Cilento e Vallo di Diano.

## Storia
L'origine del paese, situato in collina per questioni strategiche,  risalirebbe al XIII secolo. Il paese fu fondato dagli abitanti del Casato Cusentinorum (Cosentini, da cui deriva il nome Castelluccio Cosentino) in quel periodo sotto il "comando" di De Laurentiis, per rifugiarsi dagli attacchi di Felice Barbarossa. Il Casale fu anticamente fondato da gente proveniente da Cosenza.

## Geografia fisica
Situata a nord del territorio del Cilento, sorge sul picco di una collina separata dalla catena dei Monti Alburni. Si sviluppa in lunghezza su una strada carreggiabile che termina nella piazza principale e si snoda in vari vicoli. Ai piedi della collina, dal lato settentrionale, scorre il fiume Tanagro, che ivi funge da confine comunale con Buccino, la cui zona industriale dista da Castelluccio pochi chilometri. È l'unica frazione sicignanese a non trovarsi sotto la linea degli Alburni e dista circa 12 km dal capoluogo comunale.

Fra le piccole località sicignanesi, le vicinali di Castelluccio sono Buonocanto, Colasoria, Padula, Patricella, Pellicara, Piesco, S.Arsenio, S.Giovanni e Tempa delle Ginestra.

## Punti d'interesse
Il paese è costituito totalmente da un abitato medievale piuttosto ben conservato, con alcuni portali in pietra ed archi. Panoramicamente gode di un'ampia vista sulla valle di Sicignano (da Piazza Calvario) e su quella del Tanagro nel punto in cui vi sfocia il fiume Bianco. A livello ambientale la frazione si trova molto vicina alla Riserva naturale Foce Sele - Tanagro.

## Infrastrutture e trasporti
Attraversato dall'Autostrada A2 (Napoli-Salerno-Cosenza-Reggio Calabria) che corre in una galleria sottostante la collina, conta lo svincolo più vicino in quello di Sicignano, laddove si trova anche l'omonima stazione ferroviaria. Dalla SS 19 dista circa 4 km. 

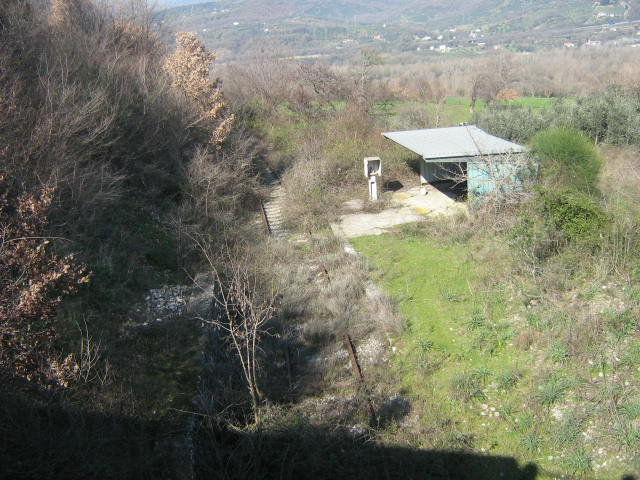
Stazione ferroviaria

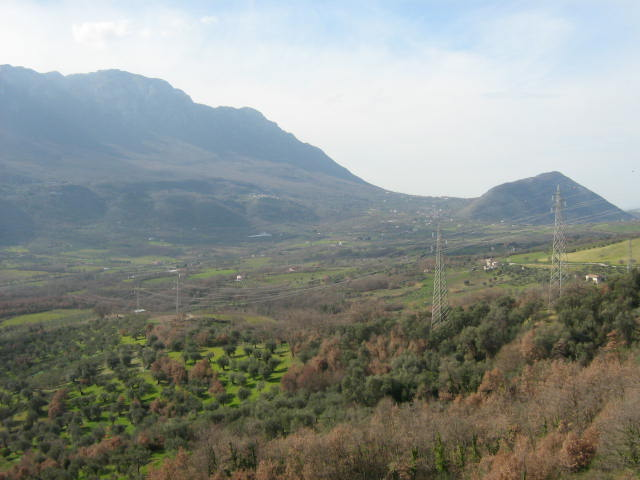
La valle di Sicignano ripresa da Piazza Calvario di Castelluccio

Ferroviariamente conta una piccola fermata sulla linea (attualmente chiusa) Sicignano-Lagonegro. La stazione, costruita nel 1939, si trova ai piedi della collina sul lato orientale, nella boscaglia della contrada Pellicara. È collegata al paese con un sentiero a scalinata, ma stradalmente dista circa 12 km.